# USS Zumwalt (2016)
De USS Zumwalt (DDG-1000) is een Amerikaanse destroyer (torpedobootjager), uitgerust met  geleide wapens. Het aparte ontwerp, stealth, maakt het minder goed zichtbaar op radar.
Het schip werd vernoemd naar de voormalige admiraal Elmo R. Zumwalt Jr. en is de grootste jager die ooit gebouwd werd voor de Amerikaanse Marine. Het gevaarte is 183 meter lang, weegt 15.000 ton en kostte ongeveer 4,4 miljard dollar. De bouw begon in februari 2009. In december 2015 werd het schip op zee getest. Het is in dienst genomen op 15 oktober 2016, in de haven van Baltimore.
De USS Zumwalt is de eerste van drie schepen van hetzelfde ontwerp en is als zodanig naamgever van de Zumwaltklasse. De andere twee zijn de 'USS Michael Monsoor' en de 'USS Lyndon B. Johnson'.
| Naam                  | Nummer   | Kiellegging      | Tewaterlating   | In dienst       | Status |
| --------------------- | -------- | ---------------- | --------------- | --------------- | ------ |
| USS Zumwalt           | DDG-1000 | 17 november 2011 | 28 oktober 2013 | 15 oktober 2016 | actief |
| USS Michael Monsoor   | DDG-1001 | 23 mei 2013      | 21 juni 2016    | 26 januari 2019 | actief |
| USS Lyndon B. Johnson | DDG-1002 | 30 januari 2017  | 9 december 2018 | in 2019         | afbouw |